# Hr.Ms. O 8 (1915)
De Hr.Ms. O 8 was een Nederlandse onderzeeboot van de Britse H-klasse. De O 8 bewaakte als patrouilleschip de Nederlandse kustwateren.

## De O 8 als H 6
De O 8 was van oorsprong de Britse onderzeeboot H 6, een onderzeeboot van de H-klasse. De eerste serie onderzeeboten van de H-klasse werd gebouwd door Canadian Vickers & Co in het Canadese Montreal. Op 10 juni 1915 werd de H 6 in dienst genomen en stak de onderzeeboot op eigen kracht de Atlantische Oceaan over. De H 6 voer op 19 januari 1916 op een zandbank in het Friesche zeegat bij Schiermonnikoog, waar het schip door Nederland werd geborgen. Omdat op dat moment het Verenigd Koninkrijk in oorlog was en Nederland tijdens de Eerste Wereldoorlog neutraal was, werd de H 6 in beslag genomen en niet teruggegeven aan het Verenigd Koninkrijk. Op 4 mei 1917 kwamen de Koninklijke marine en de Royal Navy overeen dat de H 6 werd verkocht aan Nederland.

## De O 8 in Nederlandse dienst
De O 8 werd omgebouwd met de kennis die was opgedaan van de op dezelfde wijze verkregen Duitse onderzeeboot de UC 8, die bij de Nederlandse marine onder naam M 1 door het leven ging. De Zeiss periscoop van de M 1 werd overgezet naar de O 8. In oktober 1921 zonk de O 8 in een droogdok bij Willemsoord tijdens onderhoud in Den Helder; de onderzeeboot kon geborgen en gerepareerd worden. In de zomer van 1925 maakte de O 8 samen met de K XI, Jacob van Heemskerk, Tromp, Z 3 en de Z 5 een oefentocht naar de Oostzee. Gedurende deze tocht werden havens in Litouwen, Letland, Estland en Finland aangedaan. Tijdens de Duitse aanval op Nederland in 1940 was de O 8 nog steeds in dienst en bevond het zich in Den Helder. Omdat de onderzeeboot te oud was bevonden om nog van nut te zijn voor operationele dienst werd de onderzeeboot onklaar gemaakt en tot zinken gebracht in de haven van Den Helder.

## De O 8 als U-D1
Na de Nederlandse overgave werd de O 8 door de Duitsers gelicht, die de onderzeeboot in vrijwel onbeschadigde staat aantroffen. In november 1940 werd de O 8 in dienst genomen bij de Kriegsmarine als U-D1. De onderzeeboot was een van de in totaal zestien buitenlandse onderzeeboten die door de Duitse marine waren buit gemaakt in de Tweede Wereldoorlog. De U-D1 werd overgeplaatst van Den Helder naar Kiel, waar de onderzeeboot diende als oefen- en opleidingsboot. Op 23 november 1943 werd de U-D1 alweer buiten dienst gesteld. Op 3 mei 1945, vlak voor het eind van de Tweede Wereldoorlog werd het schip onklaar gemaakt door de Duitse marine en tot zinken gebracht in de haven van Kiel.